# Нерв грушевидной мышцы
Нерв грушевидной мышцы (лат. Nervus piriformis) — нерв крестцового сплетения. Образован двумя стволами, отходящими от задней поверхности передних ветвей первого и второго крестцовых нервов (SI, SII). Общим стволом нерв подходит к грушевидной мышце и иннервирует её.